# Legión Al-Rahman
La Legión Al-Rahman (árabe: فيلق الرحمن Faylaq al-Raḥmān), traducido al idioma español como Legión de la Misericordia o Cuerpo de la Misericordia, es un grupo paramilitar sirio participante en la guerra civil que se desarrolla en Siria desde 2011, su principal objetivo es derrocar al gobierno de Bashar al-Ásad. Pertenece formalmente a la cúpula de la oposición siria por lo cual varios de sus soldados e incluso brigadas enteras están unidas al Ejército Libre Sirio. Su ideología es disputada: Oficialmente la legión se declara islamista moderado sunita, aunque en sus pilares contiene leyes de tendencia yihadista salafista y sus actos como la decapitación, violaciones de derechos de mujeres, homosexuales u otros grupos étnicos-religiosos minoritarios, también se le critica sus fuertes vínculos con facciones de grupos extremistas islamistas como Jaysh al-Islam, Ahrar al-Sham y Tahrir Al-Sham. Su creación se oficializó en noviembre de 2013 a dos años del inicio de la guerra civil por lo cual es uno de los primeros grupos rebeldes que aparecieron en el período de surgimiento de grupos armados opositores. Su área de influencia es el sur de Siria y su cuartel general se ubica al este de Guta, cerca de Damasco.